# 정혜경 (1988년 9월생 아나운서)
정혜경 (1988년 9월 17일 ~ )는 대한민국의 아나운서다. 현재 매일경제TV 경세제민촉을 진행하고 있다.

## 학력
- 부산 신도고등학교 졸업
- 경희대학교 관광경영학과 학사

## 방송

### 경력
- 2017년 ~ 2019년 - KBS 울산방송국 아나운서
- 2016년 ~ 2017년 - 한국경제TV
- 2015년 ~ 2016년 - 매일경제TV

## CF

### 출연
- 2020년 - 대우 청호나이스 뉴히어로 편
- 2021년 - 삼성생명 인생맞춤 인생보험 편

## 수상
- 2020년 - 글로벌K뷰티스타모델콘테스트 백옥생상